# Quantilly
Quantilly é uma comuna francesa na região administrativa do Centro, no departamento Cher. Estende-se por uma área de 12,67 km². Em 2010 a comuna tinha 479 habitantes (densidade: 37,8 hab./km²).